# Ante Biočić
Ante Biočić, hrvaški general, * 10. junij 1913, † 9. september 1986.

## Življenjepis
Aprilske vojne se je udeležil kot inženirski poročnik Kraljeve jugoslovanske vojske. Leta 1943 se je pridružil NOVJ. Med vojno je bil poveljnik bataljona, načelnik štaba 9. in 19. divizije, 8. korpusa in namestnik načelnika Operativnega oddelka 4. armade.
Po vojni je končal šolanje na Višji vojaški akademiji JLA; pozneje je bil tu načelnik Katedre inženirstva. Bil je tudi načelnik štaba tankovske armade. Upokojen je bil leta 1969.

## Odlikovanja
- Red bratstva in enotnosti
- Red partizanske zvezde